# Alberto Juantorena Danger
Alberto Juantorena Danger   (Santiago de Cuba, 21 de novembre de 1950) és un atleta cubà, ja retirat, especialista en curses de mitjana distància i doble campió olímpic. És l'únic atleta que ha guanyat els 400 i els 800 títols olímpics, que va aconseguir el 1976. Va ser classificat com el millor corredor del món en els 400 m el 1974 i el 1976–1978, i en els 800 m el 1976–77, i va ser escollit com a Atleta de l'Any de Track & Field News el 1976 i el 1977.

## Biografia
Va néixer el 3 de desembre de 1950 a la ciutat de Santiago de Cuba. És oncle del jugador de voleibol Osmany Juantorena.

### Carrera esportiva
Amb una alçada de 188 cm, Juantorena, de 14 anys, va ser considerat inicialment una estrella potencial del bàsquet; el van enviar a una escola de bàsquet estatal,  i va ser membre de la selecció nacional. Mentrestant, havia estat campió regional de secundària en 800 i 1500 metres. El seu talent per córrer va ser descobert per un entrenador d'atletisme polonès, Zygmunt Zabierzowski, que el va convèncer de començar a córrer seriosament. Juantorena estava preparat per al canvi perquè, tal com ell mateix afirma, era un jugador de bàsquet "dolent" i el seu ídol era el velocista cubà Enrique Figuerola. Només un any després, Juantorena va arribar a les semifinals dels 400 m als Jocs Olímpics d'estiu de 1972, perdent una plaça a la final per 0,05 segons.
Anomenat amb el motiu de "el cavall" o "l'elegant de les pistes", va participar, als 21 anys, en els Jocs Olímpics d'Estiu de 1972 realitzats a Múnic (Alemanya Occidental), on fou eliminat en semifinals de la prova dels 400 metres llisos.
Juantorena va guanyar una medalla d'or als Jocs Mundials Universitaris de 1973 i una de plata als Jocs Panamericans de 1975, ambdues en els 400 metres. Va ser imbatut el 1973 i el 1974, però va ser operat dues vegades al peu el 1975.  Només va començar seriosament a córrer els 800 metres el 1976, per la qual cosa pocs van pensar que fos candidat a l'or olímpic aquell any. El seu entrenador, Zabierzowski, inicialment l'havia enganyat perquè intentés una cursa de 800 m convencent-lo que els altres corredors necessitaven un marcapassos.
Després dels Jocs de Múnic inicià una etapa molt fructífera pels èxits, aconseguint victòries a la Universíada de 1973 i el segon lloc als Jocs Panamericans de 1975 en els 400 metres llisos.
En els Jocs Olímpics d'Estiu de 1976 realitzats a Mont-real (Canadà) aconseguí guanyar la medalla d'or en les proves dels 400 metres i 800 metres, establint en aquesta últim un nou rècord mundial amb un temps d'1:43.50 segons. Amb la seva doble victòria es convertí en el primer atleta a aconseguir-ho en uns Jocs Olímpics, un fet que encara no s'ha repetit. Tres dies més tard, també va guanyar la final dels 400 metres, establint un rècord mundial a baixa altitud amb 44,26. En guanyar els 400 metres, es va convertir en el primer atleta des de Paul Pilgrim als Jocs Intercalars de 1906 a fer un doblet en un esdeveniment esportiu olímpic, i va ser l'únic home a fer-ho en uns Jocs Olímpics oficialment reconeguts.
El 1977, va establir un altre rècord mundial en els 800 metres, amb un temps d'1:43.44 a Sofia, als Jocs Mundials Universitaris. També va guanyar els 400 metres m i 800 m a la Copa del Món de la IAAF de 1977. La cursa dels 400 m va estar immersa en la controvèrsia quan es va repetir un dia després de la cursa inicial, en què Juantorena va acabar tercer, perquè Juantorena va presentar una protesta amb èxit dient que la seva sortida lenta s'havia degut a no poder sentir el pistolet de sortida. Aquesta última cursa va incloure un duel èpic amb el seu gran rival, el kenyà Mike Boit, un duel que no va tenir lloc als Jocs Olímpics de l'any anterior a causa del boicot dels països africans.
Anomenat amb el motiu de "el cavall" o "l'elegant de les pistes",  va continuar la seva carrera, tot i que les lesions van impedir que mai arribés al mateix nivell que a Montreal. Juantorena havia nascut amb peus plans que li causaven problemes als peus i a l'esquena, i va haver de sotmetre's a una cirurgia correctora el 1977. El 1978 va ser imbatut als 400 m, però va patir la seva primera derrota als 800 metres.
Al Campionat del Món de 1983, la seva última aparició internacional en una prova important, es va trencar el peu i es va esquinçar els lligaments quan va trepitjar l'interior de la pista després de classificar-se a la primera ronda dels 800 metres Va tornar a entrenar amb la intenció de competir als Jocs Olímpics d'estiu de 1984. Tanmateix, el boicot dels Jocs Olímpics d'estiu de 1984 va acabar amb la seva última oportunitat de competir als Jocs Olímpics.
En els Jocs Olímpics d'Estiu de 1980 realitzats a Moscou (Unió Soviètica) únicament participà en els 400 metres llisos, considerant que no tenia opcions per aconseguir medalles en la prova dels 800 metres. Ara bé, en la final dels 400 metres acabà en quarta posició, el que li feu guanyar un diploma olímpic.
En els Jocs Centreamericans i del Carib de 1982 aconseguí guanyar la medalla d'or en les proves dels 400, 800 i relleus 4x400 metres. Participà en el Campionat del Món d'atletisme de 1983 realitzat a Hèlsinki (Finlàndia), on després de passar a segona ronda dels 800 metres es lesionà i hagué d'abandonar la competició.
En retirar-se de la competició activa ha esdevingut viceministre d'esports del Govern de Cuba.

### Millors marques
| Prova      | Temps   | Lloc               | Data                 |
| ---------- | ------- | ------------------ | -------------------- |
| 400 metres | 44.26   | Mont-real (Canadà) | 29 de juliol de 1976 |
| 800 metres | 1:43.44 | Sofia (Bulgària)   | 21 d'agost de 1977   |